# 凤头䳍
凤头䳍（学名：Eudromia elegans），是䳍形目䳍科的一种鸟类。

## 特征
凤头䳍体重约702.9克，翼长约215.3毫米，嘴峰长约29.1毫米，喙宽度约7.4毫米，喙厚度约7.4毫米，跗蹠长约44毫米，尾长约85.8毫米。凤头䳍在其分布区内为留鸟，其栖息在半开放的灌木丛中。食性为草食性，

## 亚种
- ：分布于阿根廷西北部的安第斯山脉（萨尔塔至卡塔马卡）。
- ：分布于阿根廷西北部的安第斯山脉（图库曼和北科尔多瓦）。
- ：分布于阿根廷西北部的安第斯山脉（拉里奥哈和圣胡安）。
- ：分布于阿根廷西部的干旱稀树草原（圣胡安）。
- ：分布于阿根廷西部的安第斯山麓（门多萨省中北部）。
- ：分布于阿根廷西南部安第斯山脚下（内乌肯）。
- ：分布于阿根廷中部的干旱草原。
- ：分布于阿根廷中东部的干旱草原。
- ：分布于阿根廷中部（内格罗河和内乌肯省）。
- ：分布于阿根廷南部（内乌肯至圣克鲁斯）和邻近的智利南部。[4]